# Palacio de Valderrábanos
El palacio de Valderrábanos, también conocido como casa de Gonzálo Dávila, es un edificio del siglo XIV, situado en la plaza de la catedral de Ávila.

## Arquitectura

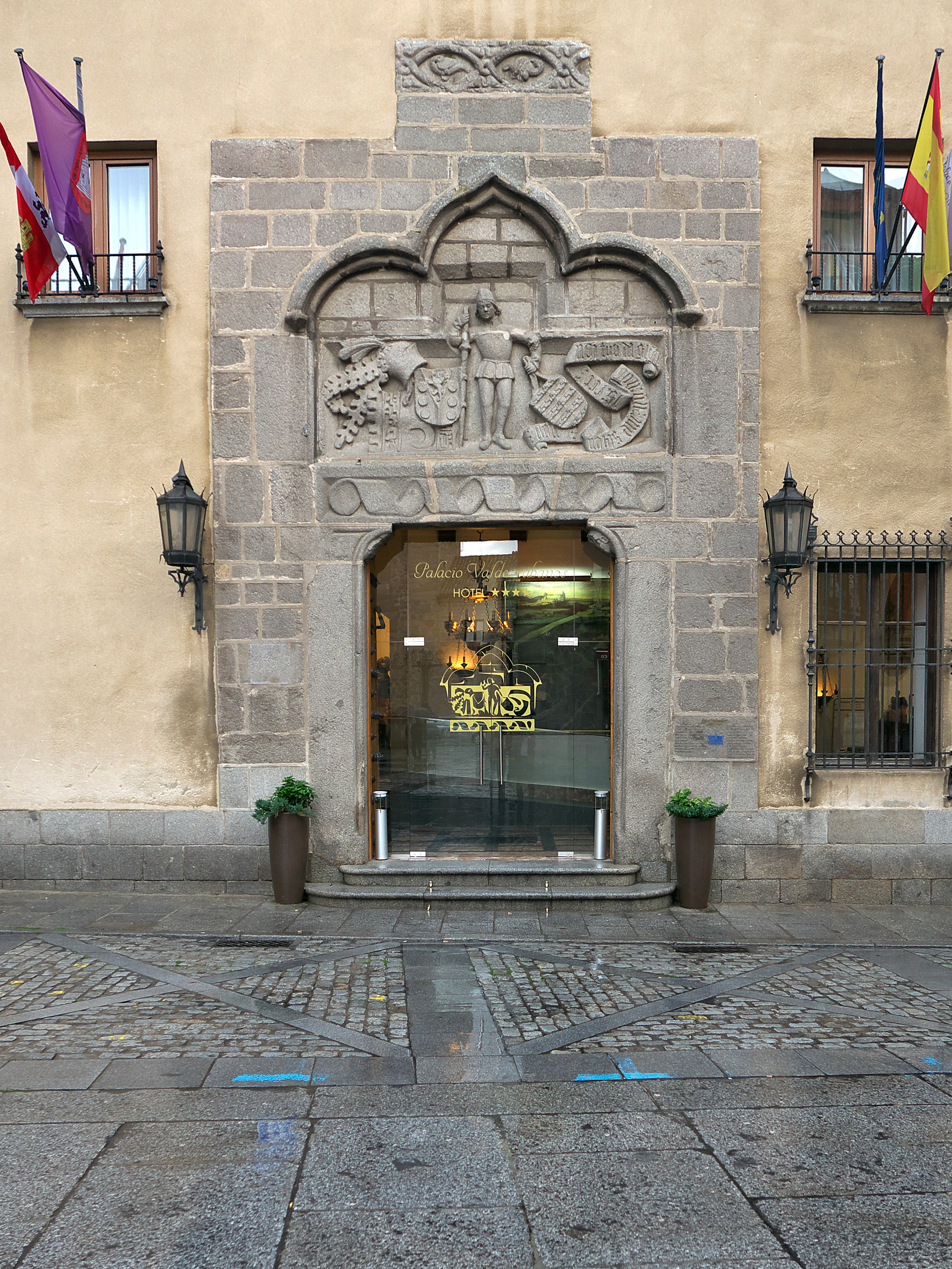
Portada

En la fachada principal conserva, desde la construcción inicial, un relieve encima de la entrada, sostenido por un doncel, bajo un arco trilobulado. En dicho relieve se muestra el yelmo con penacho y un estandarte moro con media luna. Está rodeado de una cinta con la siguiente inscripción en latín: “Non nobis Domine, non nobis. Sed nomini tuo da gloriam”: “No a nosotros Señor, no a nosotros; sino la gloria para tu nombre”. Proviene del Salmo 113:9 que san Bernardo de Claraval impuso a la Orden de los Caballeros Templarios como lema.
En el lado derecho, hay una gran torre construida de ladrillo y tapial. Además, la fachada conserva todavía los ajimeces, alguno de ellos geminados.

## Historia

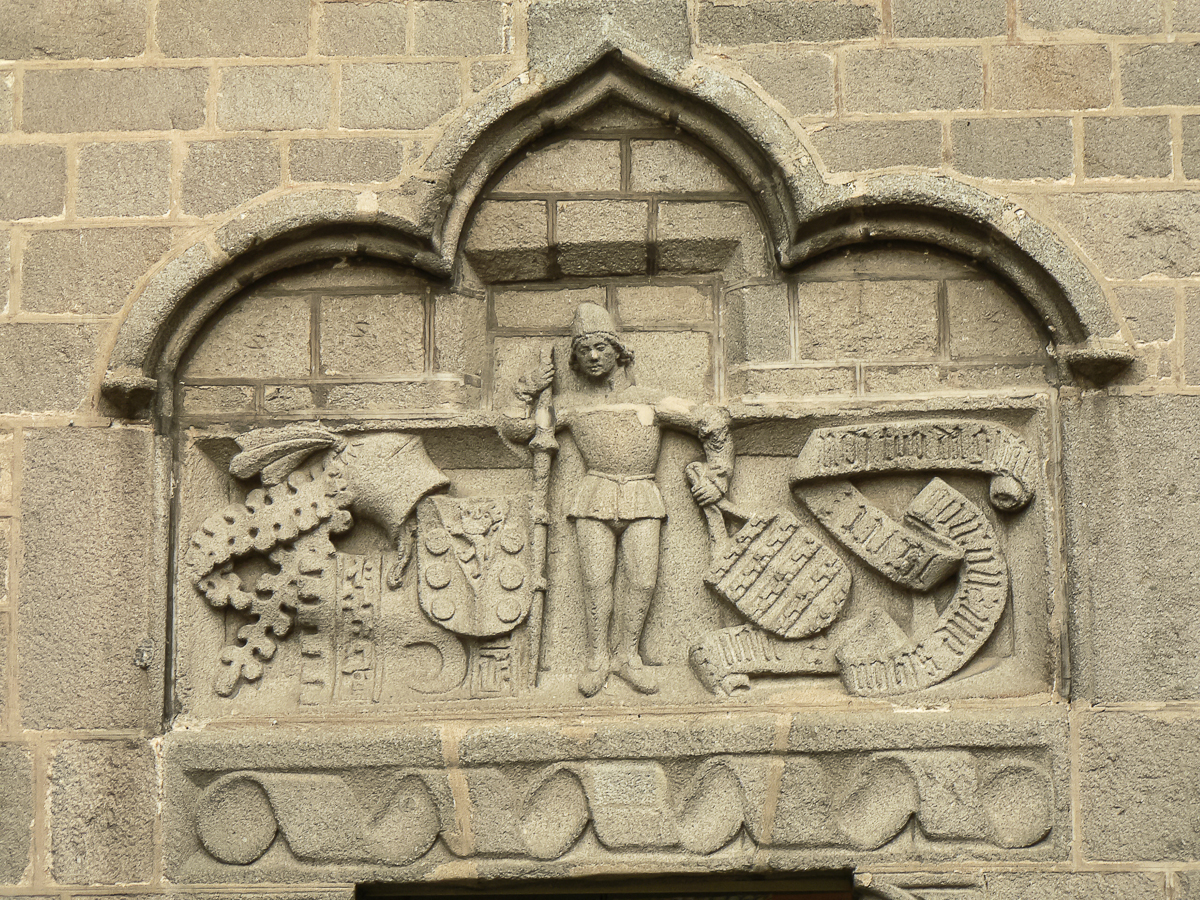
Detalle de la portada

También conocido como «casa de Gonzálo Dávila», es un edificio del siglo XIV situado en la plaza de la catedral de Ávila.  Perteneció a Gonzalo Dávila de Ágreda, caballero que fue maestre sala de los Reyes Católicos, gobernador del Maestrazgo de Calatrava y corregidor de Jerez.
El palacio fue reformado y en la actualidad es usado como hotel. Los techos de madera y el alfarje del antiguo palacio de Valderrábanos se exponen en el Museo de Ávila.
El primer cliente del remodelado palacio de Valderrábanos, reconvertido en hotel, fue Adolfo Suárez, que se alojó en la habitación 126 en el año 1971.